# Griesheim-pres-Molsheim
Griesheim-près-Molsheim je občina v departmaju Bas-Rhin francoske regije Alzacija.
Leta 1990 je v občini živelo 1.503 oseb oz. 325 oseb/km².